# Церква Святого Стефана (Несебир)
Церква Святого Стефана (болг. църква Свети Стефан) — це середньовічна православна церква у східному болгарському місті Несебир (середньовічна назва — Месембрія), на узбережжі Чорного моря у Бургаській області. Церква є частиною Світової спадщини ЮНЕСКО «Старе місто Несебир» і була заснована у 11 ст. Даний храм характерний своїм багатим та добре збереженим інтер'єром з фресками 16 ст., амвоном, різним троном архієрея та іконостасом 18ст.  Храм реконструйовано з 16 по 18 століття.

## Історія
Церква Святого Стефана або "Нова метрополія" була побудована в період XI-XIII століття. У 16 столітті його було розширено на захід, а в 18 столітті надбудовано дерев'яний ганок. За планом церква являє собою трьохнефну базиліку розміром 12 х 9,50 метрів. Середній неф підноситься над бічними та увінчаний зі сходу та заходу овальними фронтонами. Церква збудована з кам’яних блоків та цегли. Під час його будівництва було використано багато архітектурних елементів - карнизи, капітелі, рельєфи зруйнованих раніше християнських будівель.
Першопочатково церква була присвячена Богородиці, однак була перейменована у церкву Святого Стефана. Інтер'єрні фрески в основному описують події життя Марії та Ісуса. На фресках в церкві Святого Стефана більше 1000 зображень у 258 композиціях. Характерні стилі робіт дозволяють розрізняти трьох майстрів. Харатерною деталлю є наявність внутрішнього огородженого двору, що є рідкісним явищем для оточених тісною забудовою храмів Несебра. Даний храм декорований різними архітектурними елементами з чіткими відбитками стилю pus mixtum.

## Галерея

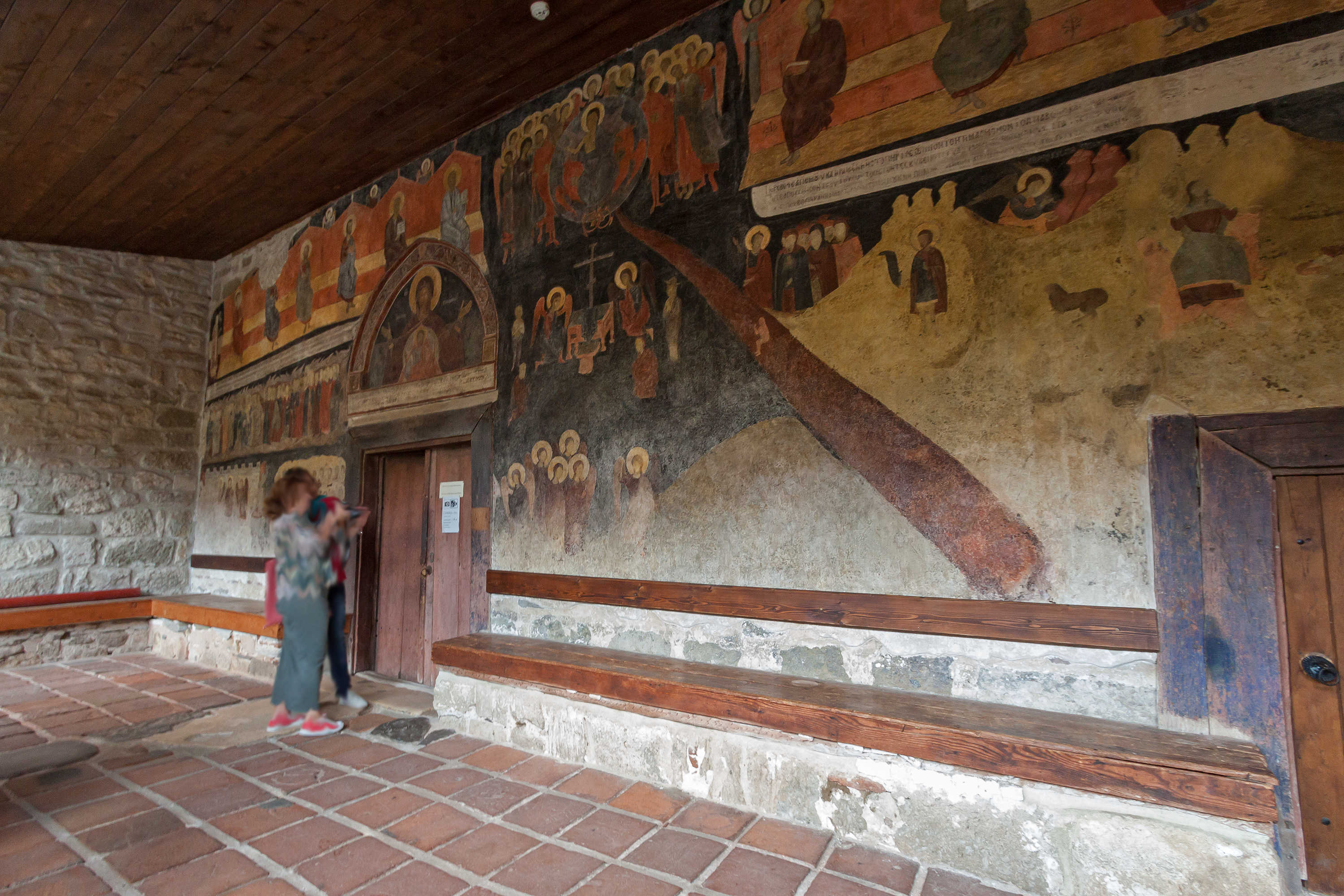
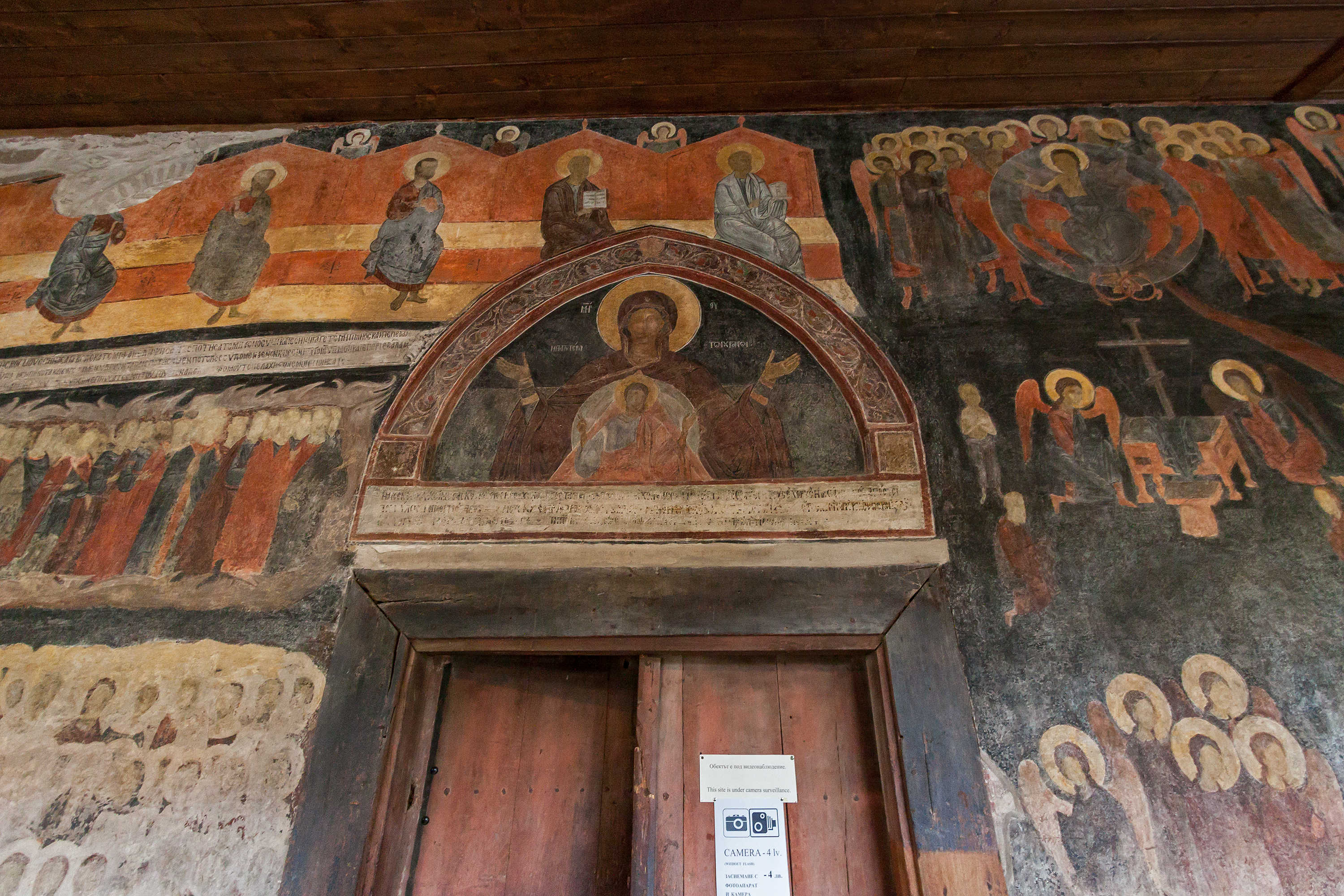
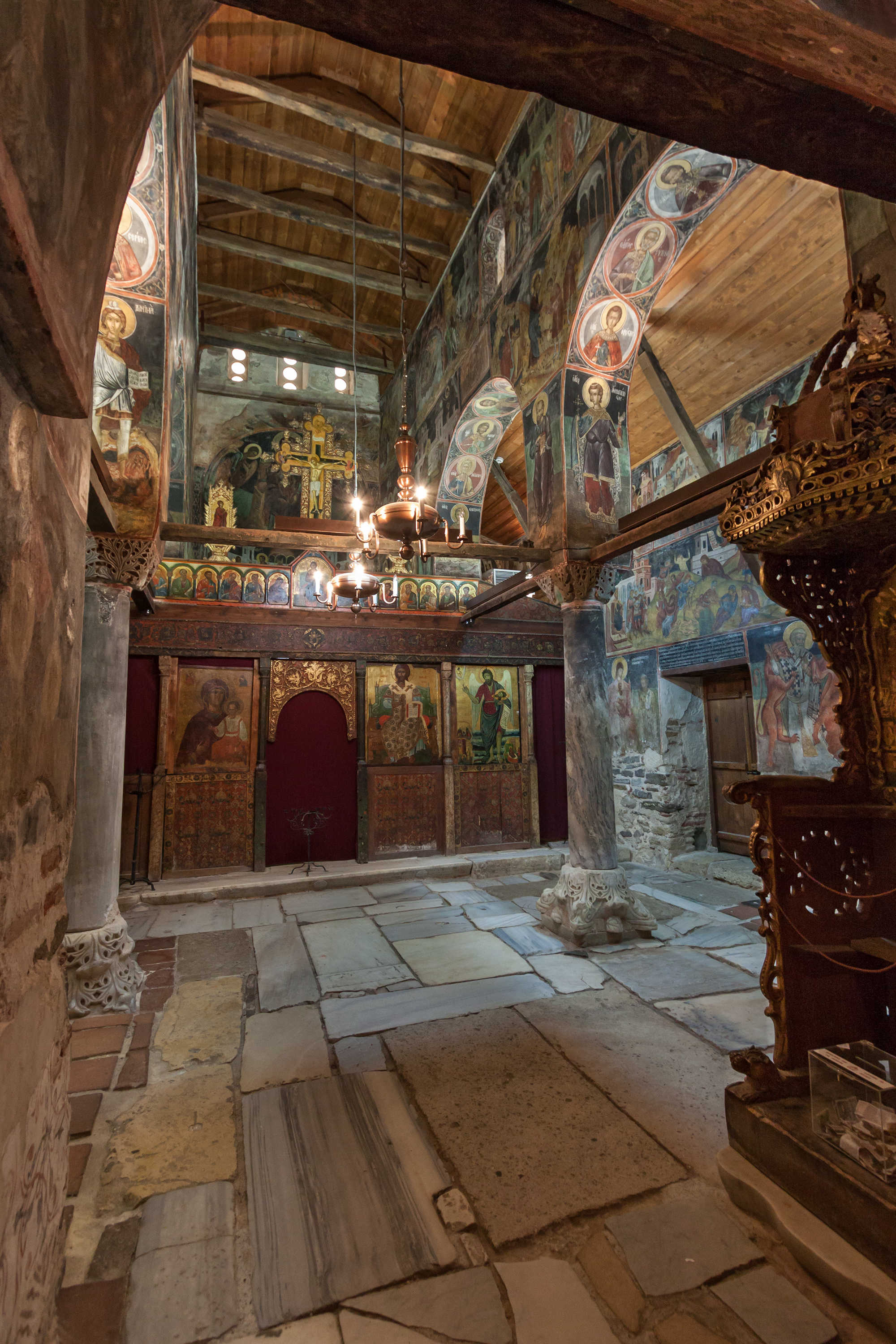
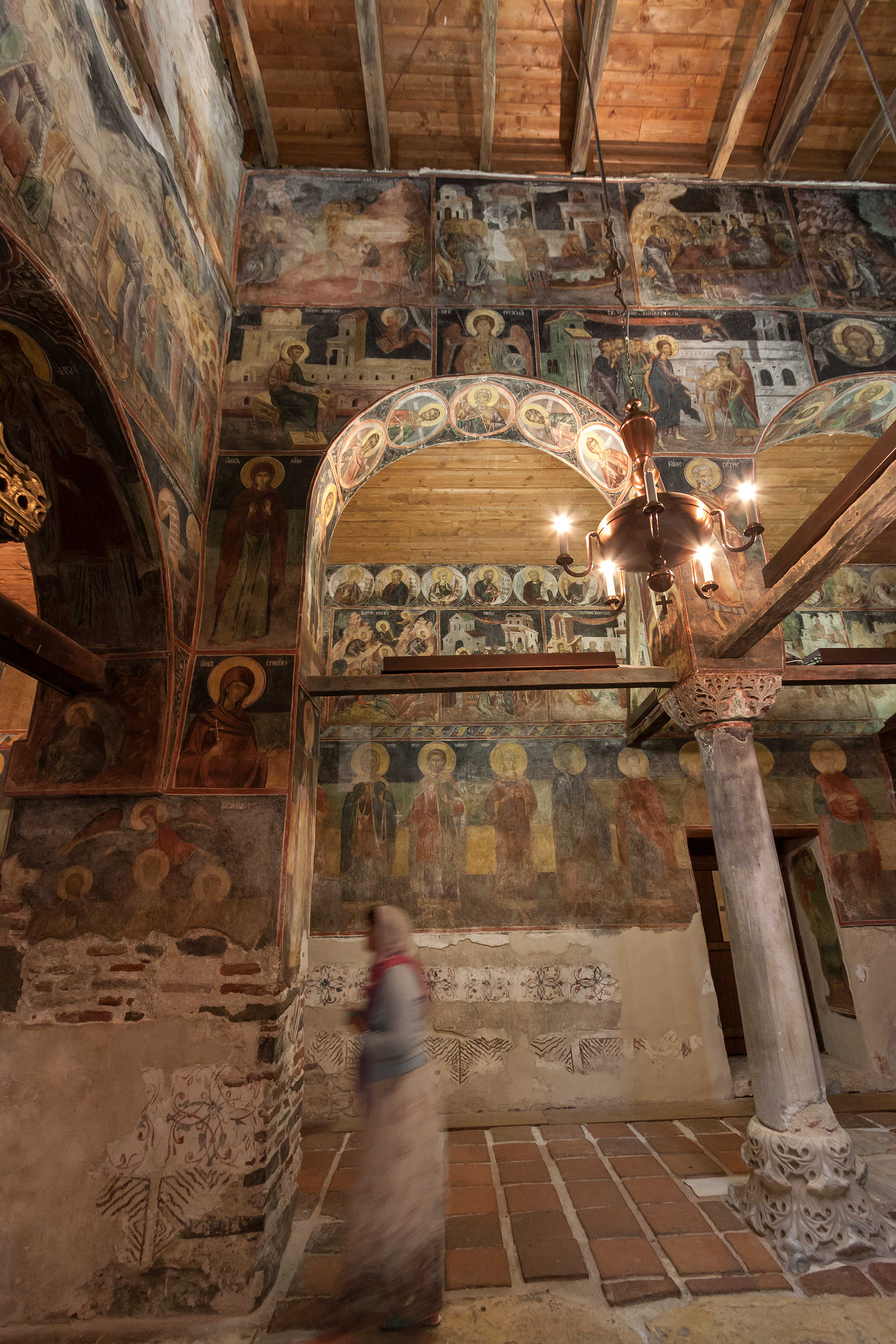
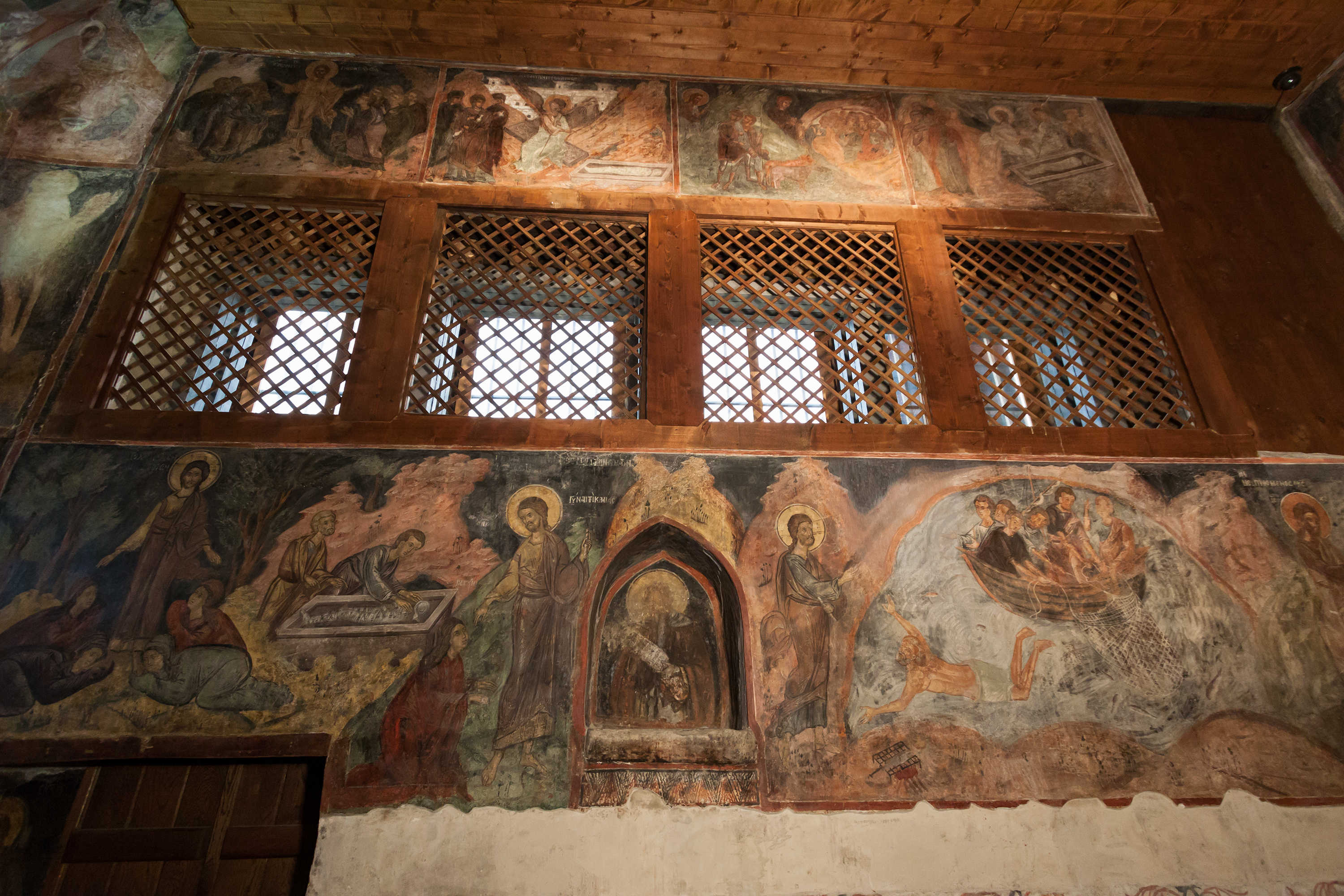
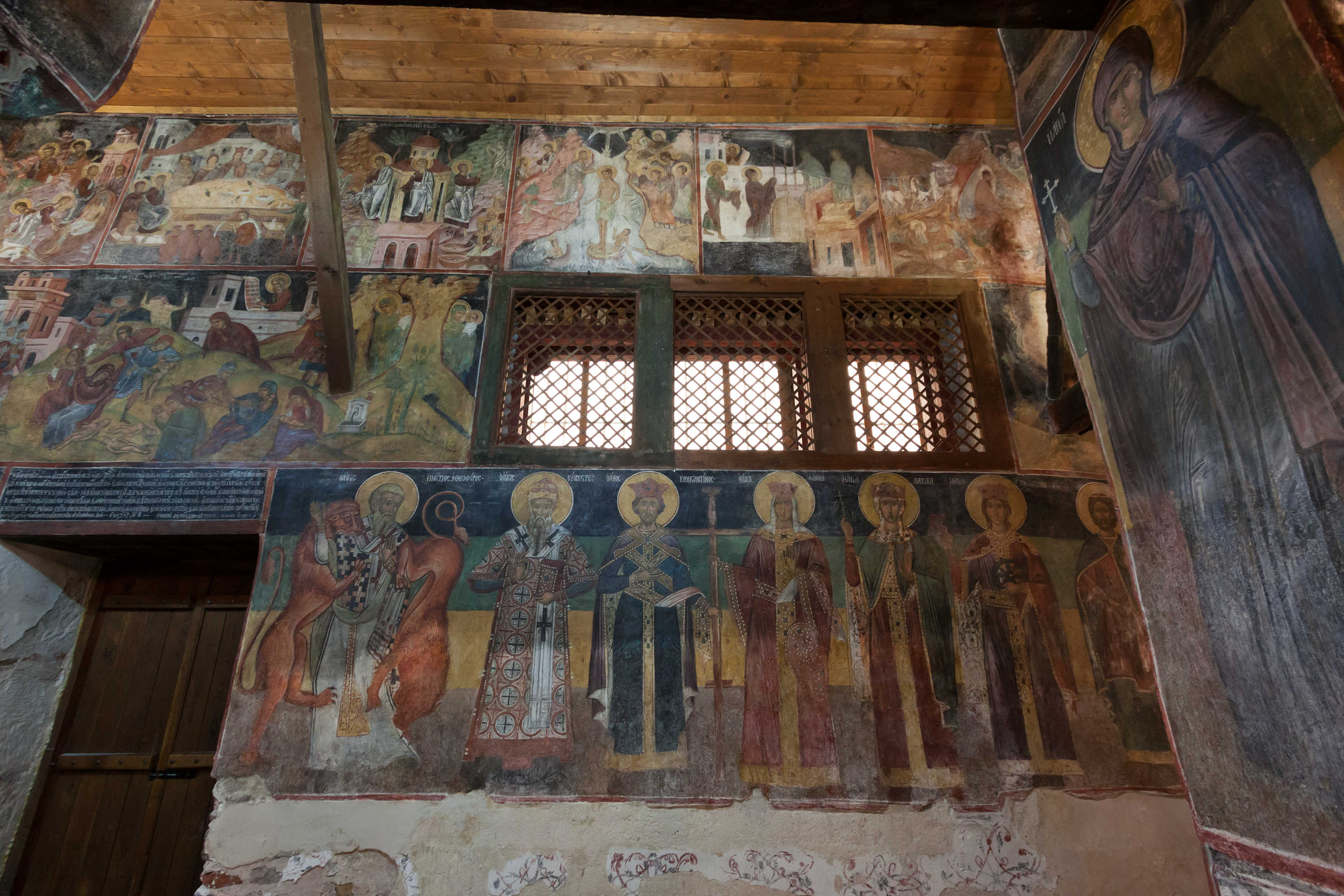